# لويسيانيا
لويسيانيا (بالبرتغالية: Luziânia‏) هي بلدية تقع في البرازيل في غوياس.[بحاجة لمصدر] يقدر عدد سكانها بـ 174,546 نسمة ومساحتها 3,961.536 كم2 وترتفع عن سطح البحر 930 متر.